# Fallstein-Gymnasium
Das Fallstein-Gymnasium in Osterwieck ist ein öffentliches Gymnasium in Sachsen-Anhalt in Schulträgerschaft des Landkreises Harz. Es wurde 1991 gegründet. Das Altgebäude ist unter Nummer 094 05341 in der Liste der Kulturdenkmale in Osterwieck verzeichnet.

## Geschichte
Nach der Neugliederung des Schulwesens im Zuge der Wiedervereinigung wurde in Osterwieck das Gymnasium zum Schuljahr 1991/1992 gegründet. Zunächst befanden sich die Unterrichtsräume für  539 Schüler sowie 43 Lehrer in vier Gebäuden in der Mauerstraße, im Sonnenklee und Teichdamm sowie in Badersleben. Ein Neubau von Architekt Helmut Urbisch wurde zum Schuljahr 1994/95 eröffnet und bildet mit dem benachbarten denkmalgeschützten Altbau von 1897 einen zentralen Standort. Die Schule verfügt über 19 Unterrichtsräume und 12 Fachräume. Ab dem Schuljahr 1998/99 wurde sie Ganztagsschule.
Aufgrund sinkender Schülerzahlen und damit Unterschreitung der Mindestschülerzahlen ist beabsichtigt, ab dem Schuljahr 2023/24 Schuleinzugsgebiete festzulegen, die dann räumlich die Grundschulorte Stapelburg, Badersleben, Hessen, Bühne, Osterwieck, Langeln und Heudeber umfasst.